# St. Peter und Paul (Dittenheim)

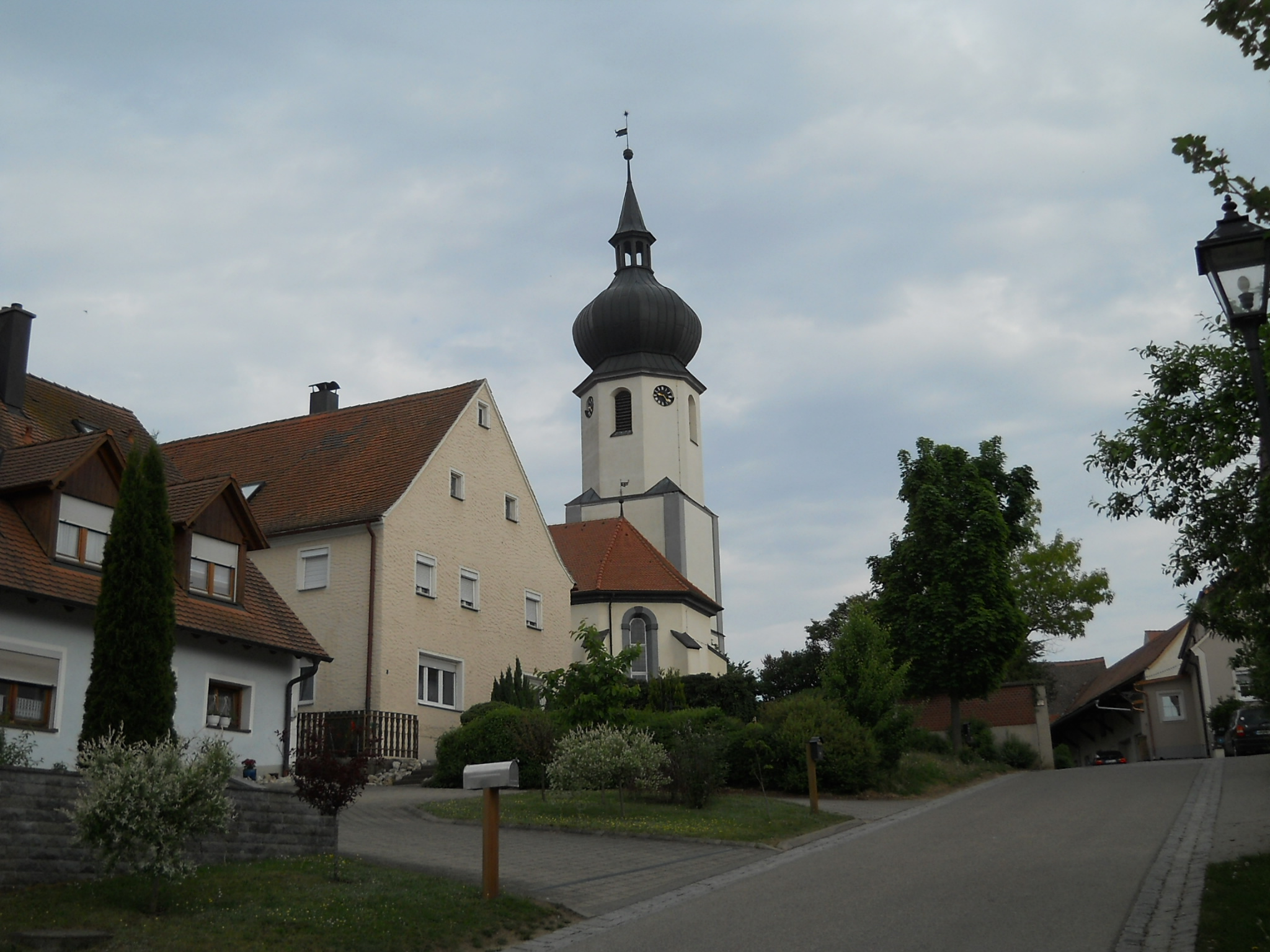
Die erhöht stehende Kirche St. Peter und Paul in Dittenheim

Die St.-Peter-und-Paul-Kirche ist eine evangelisch-lutherische Kirche in Dittenheim, einer Gemeinde im mittelfränkischen Landkreis Weißenburg-Gunzenhausen. Sie ist eine Pfarrkirche im Evangelisch-Lutherischen Dekanat Gunzenhausen. Das Gebäude ist unter der Denkmalnummer D-5-77-122-9 als Baudenkmal in die Bayerische Denkmalliste eingetragen. Die mittelalterlichen und neuzeitlichen, untertägigen Bestandteile der Kirche sind zusätzlich als Bodendenkmal (Nummer: D-5-6930-0199) eingetragen. Die Kirchenpatrozinien sind Simon Petrus und Paulus von Tarsus.

## Lage
Die Kirche steht in Dittenheim auf dem Kirchenbühl auf einer Höhe von 438 Meter über NN, umgeben von einem Friedhof, in Ost-West-Ausrichtung. Durch ihre Lage prägt sie das Ortsbild und ist überdies im Altmühltal zwischen Treuchtlingen und Gunzenhausen gegen den Hahnenkamm hin weithin sichtbar. Die Kirche befindet sich an der Ecke Sammenheimer Straße und Dr.-Stark-Straße.

## Geschichte

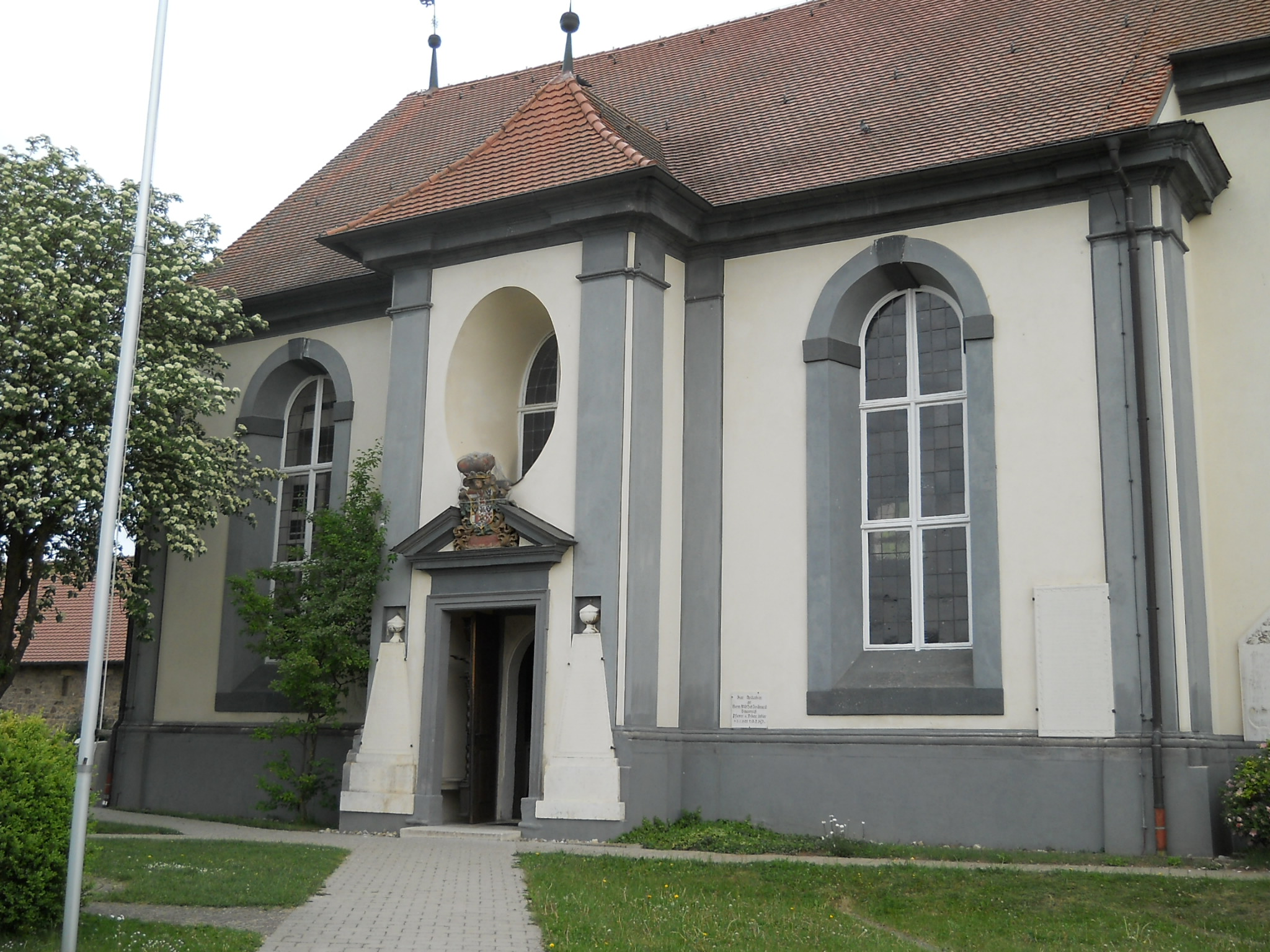
Die Südfront der Kirche St. Peter und Paul

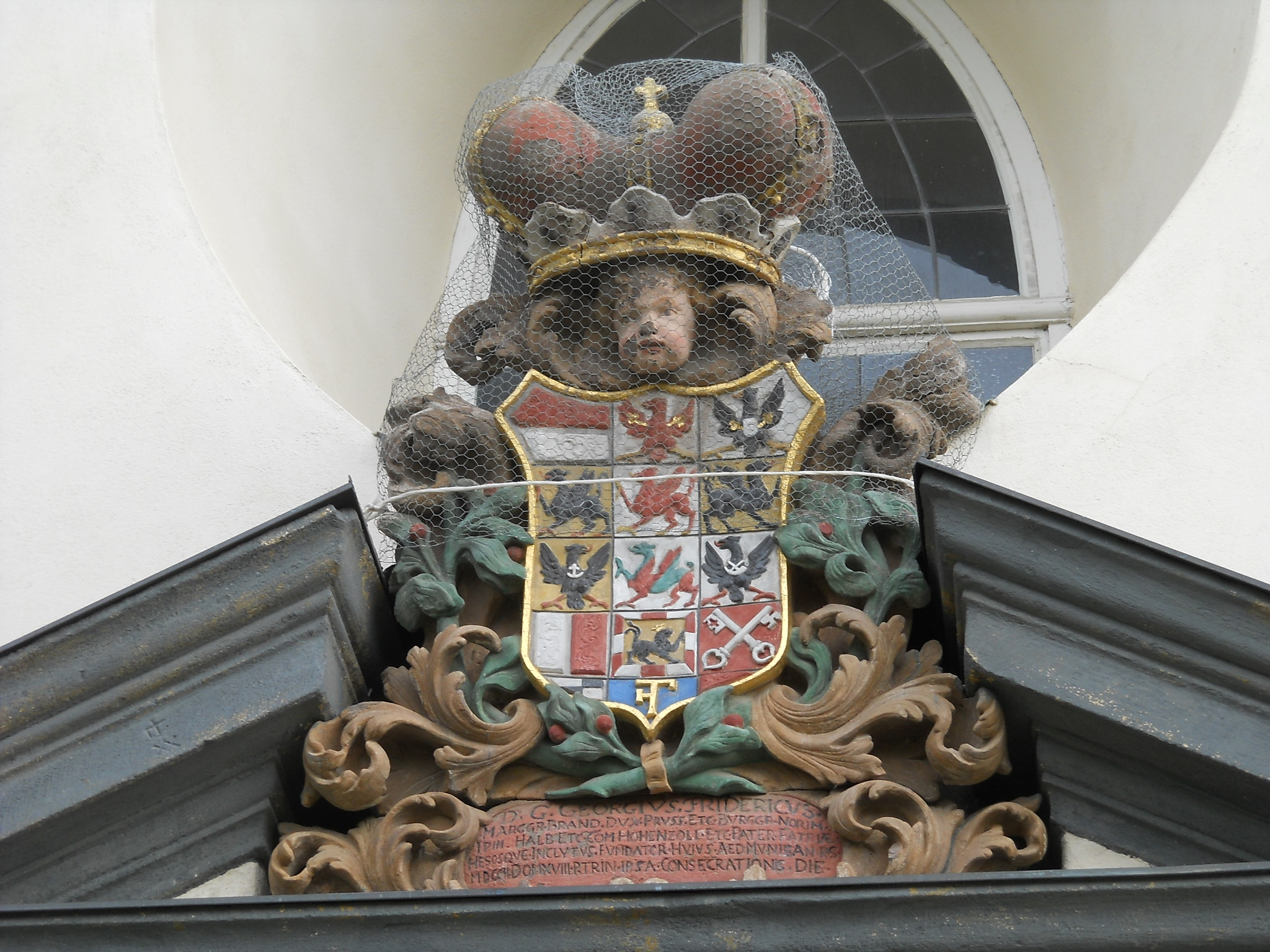
Das Markgrafenwappen im Giebel der südlichen Vorhalle

Funde christlicher Fibeln aus alemannisch-fränkischer Zeit belegen eine ins 6. und 7. Jahrhundert zurückgehende christliche Ortstradition. Allerdings ist nicht überliefert, wann eine erste Kirche in Dittenheim gebaut wurde. Der im 12. und 13. Jahrhundert nachweisbare Ortsadel wird auf ein eigenes Gotteshaus nicht verzichtet haben. Eine erste Nachricht vom Vorhandensein einer Kirche stammt von 1379: Der Eichstätter Bischof Raban Truchseß von Wilburgstetten inkorporierte die Pfarrkirche zu Tittenheim seinem Domkapitel, das auch die Hälfte des großen und kleinen Zehent besaß, während die andere Hälfte zum Kloster Heidenheim ging. Ein Beleg von 1458 sagt aus, dass die Pfarrkirche zu dieser Zeit dem hl. Apostel Petrus geweiht war und das Präsentationsrecht des Pfarrers beim Domkapitel Eichstätt lag. 1480 werden als Patrone der Kirche beide Apostelfürsten genannt; der Hauptaltar war der Hl. Anna geweiht. Um 1504 heißt es: „Dietenhaim, ein groß dorf, ein kirch…“ Für 1608 ist überliefert, dass die Pfarrkirche einen Frühmessner hatte. Konkretere Nachrichten über den Bau setzen wenig später ein: So wird 1614 von Turmschäden der bis zur Reformation in Dittenheim 1531 katholischen Dorfkirche berichtet, die nicht behoben wurden, sondern dazu führten, dass man 1627 den Turmhelm entfernte und damit erst recht die Bausubstanz des Turmes gefährdete. Er stürzte schließlich ein, wobei das Langhaus schwer beschädigt wurde, so dass auch dieses baufällig wurde und abgetragen werden musste. Nur der spätgotische Chor der nicht mehr nutzbaren Kirche blieb stehen.
Die Baulast der evangelischen Kirche lag beim katholischen Eichstätter Domkapitel; der Dreißigjährige Krieg verhinderte den angestrebten Wiederaufbau. 1670 fragte man ohne Erfolg beim katholischen Fürst zu Oettingen-Spielberg an, der wie weitere neun andere Herrschaften Grundbesitz in Dittenheim hatte. Erst ein weiterer Vorstoß von 1695 unter Pfarrer und Dekan Thomas Edelmann bei der markgräflichen Regierung führte dazu, dass schließlich unter Markgraf Georg Friedrich d. J. am 17. November 1699 mit dem überfälligen Bauvorhaben begonnen werden konnte, das nunmehr auch von Eichstätt finanziell unterstützt wurde. Die Pläne lieferte der Tradition gemäß der seit 1694 als Architekt am markgräflichen Hof angestellte Gabriel de Gabrieli, auch wenn in den Quellen zum Kirchenbau nur von einem „Italiener“ die Rede ist. Die Ausführung dieses ersten Kirchenbaus Gabrielis oblag dem Ansbacher Hofmaurermeister Johann Braunstein mit Maurern aus Arberg, Weißenburg, Gunzenhausen, Berolzheim und Wurmbach sowie dem Zimmermeister Jobst Ochs. 1701 geriet der Bau ins Stocken, weil der Gunzenhäuser Amtmann die Steinbrecharbeiten verbot, da er die Heiligenverwaltung der Pfarrei Dittenheim an sich ziehen wollte; erst durch Vermittlung des Ansbacher Stiftpredigers Händel wurde das Verbot aufgehoben, und es konnte weitergebaut werden. Zur Finanzierung unternahm unter anderem der Kirchenpfleger von Dittenheim 1701/1702 Kollektenreisen; aus Sparsamkeitsgründen hatte man auch den mittelalterlichen Chor stehen gelassen. Bald war der Bau soweit fertiggestellt, dass er am Gallustag, dem 16. Oktober 1702, geweiht werden konnte; die Ausstattungsarbeiten zogen sich noch bis in den Herbst des nächsten Jahres hin.
Wohl als 1715 die Orgel eingebaut wurde, hat man die Durchfensterung der Westfassade geändert, in die 1887 eine weitere Tür eingebrochen wurde. 1729 wurde der Turm an der Nordseite des Chores durch den Aufsatz eines oktogonen Glockengeschosses mit Zwiebelhaube, Laterne, Pyramidendach und Wetterfahne wiederhergestellt. 1984 bis 1987 wurde die Kirche grundlegend renoviert.
In Dittenheim hatte es eine zweite, protestantische Kirche gegeben (so für 1732 belegt), die Anfang des 19. Jahrhunderts abgebrochen wurde.

## Baubeschreibung

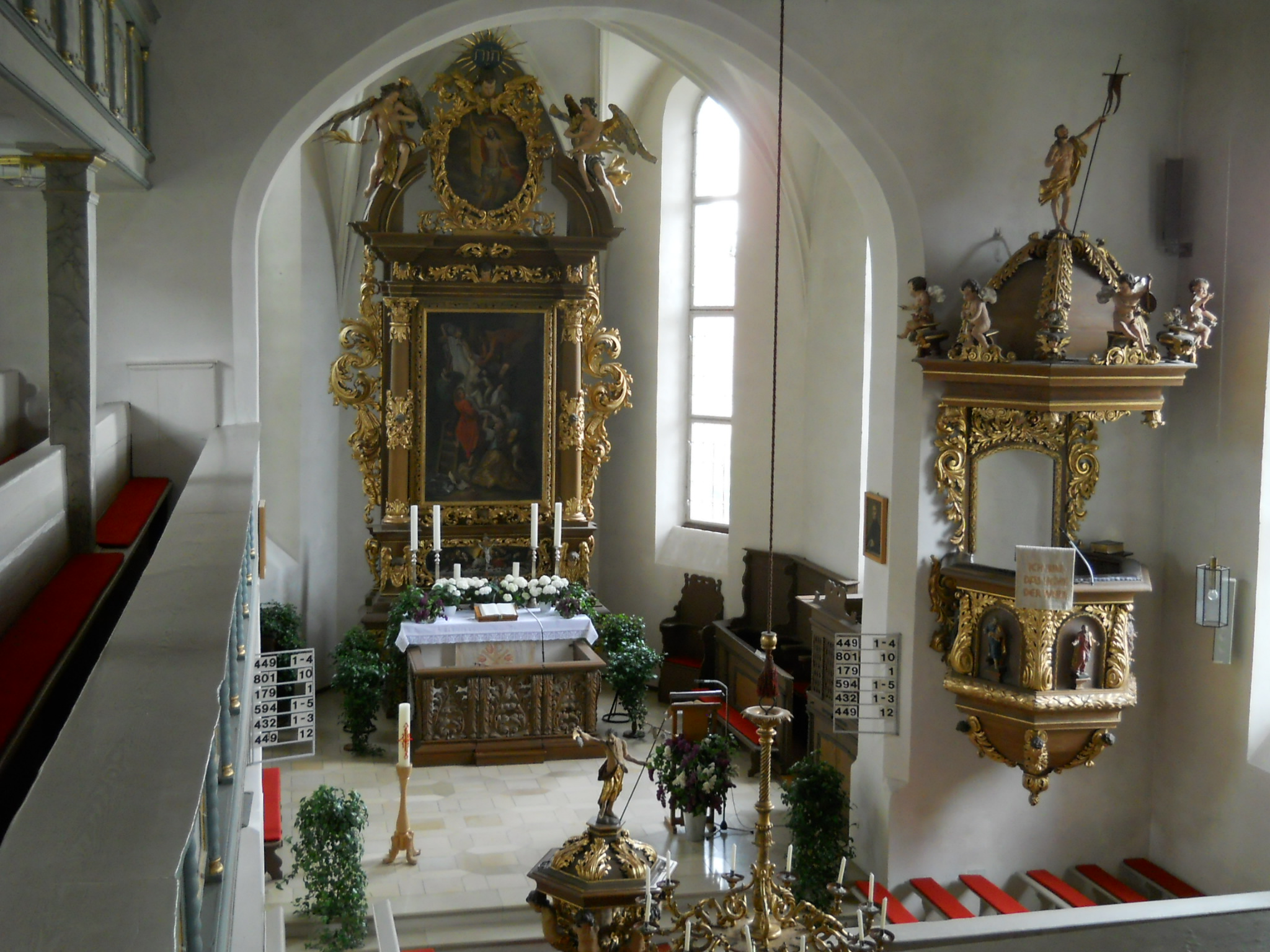
Blick von der unteren Westempore auf den Chorraum und die Kanzel

Das an den fünfseitigen, mit Strebepfeilern und Netzrippengewölbe versehenen spätgotischen Chor nach Westen angebaute Langhaus ist ein dreiachsiger, in der Breite über den Chor hinausragender Saalbau von 10,55 Metern Breite und 15,25 Metern Länge (Innenmaße) mit Satteldach; die drei Fenster des 7,6 mal 7,6 Meter großen Chorraumes wurden beim Umbau rundbogig vergrößert. An der Nord- und Südseite des Langhauses sind außen mittelachsig kleine querformatige, walmdach-geschlossene Portalvorhallen mit je einem großen Ovalfenster angesetzt. Dadurch präsentieren sich die Süd- und die Nordfront als die Schauseiten der Kirche und nicht die einfach gehaltene Westfront. Das Südportal mit dem Wappen der Ansbacher Markgrafen flankieren zwei Grabsteine von 1802 (links) und 1800 (rechts) in Form urnenbekrönter Pyramiden.
Das Langhaus überwölbt eine flache Korbbogentonne; auch der Chorbogen ist korbbogig. Der oktogone Turmaufsatz, der wegen eines Brandes 1793 noch einmal neu gebaut werden musste, zeigt im Wechsel Zifferblätter der Kirchenuhr und rundbogige Schallöffnungen.

## Ausstattung

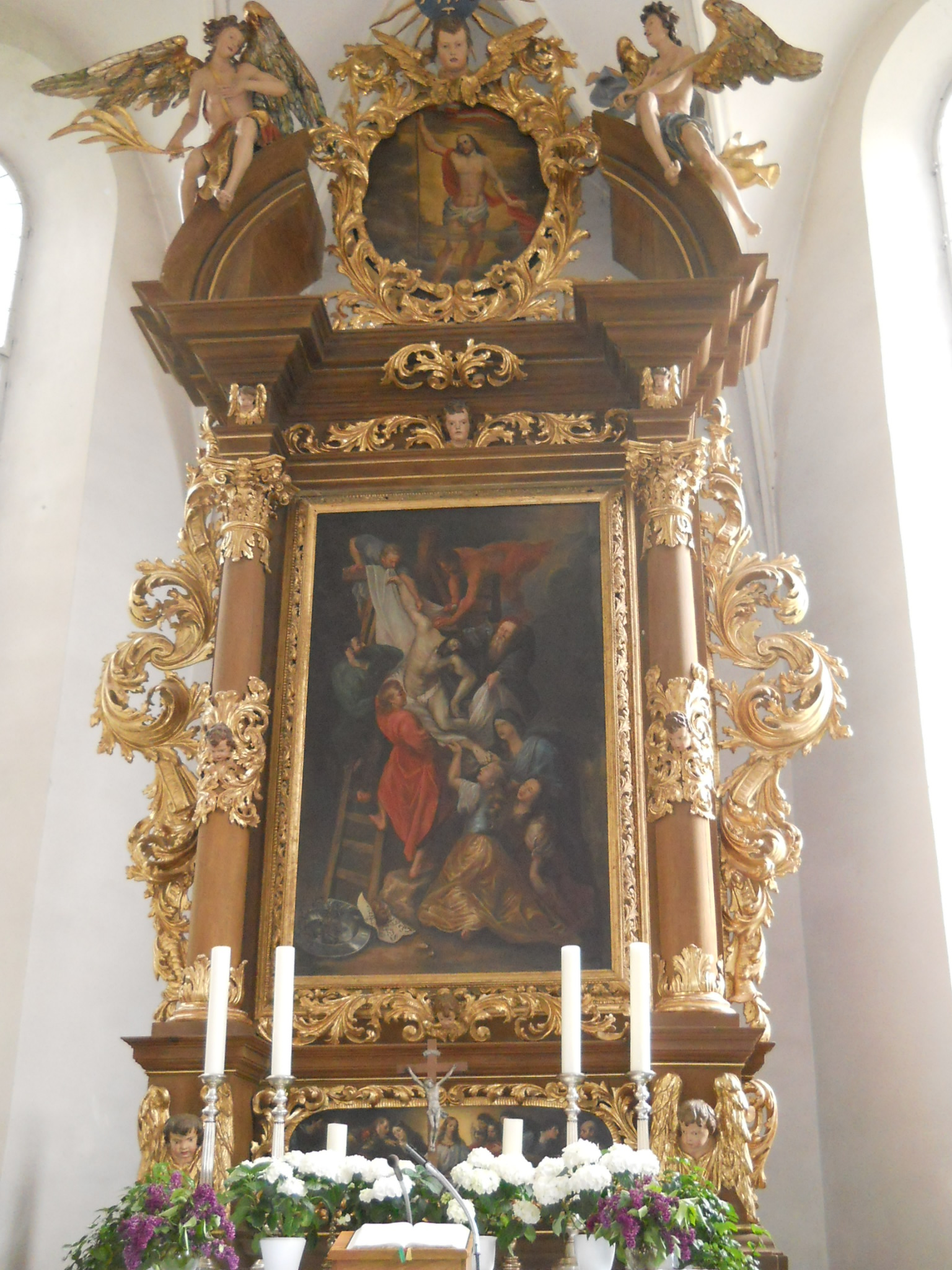
Der Altar mit dem Gemälde „Kreuzabnahme Jesu“

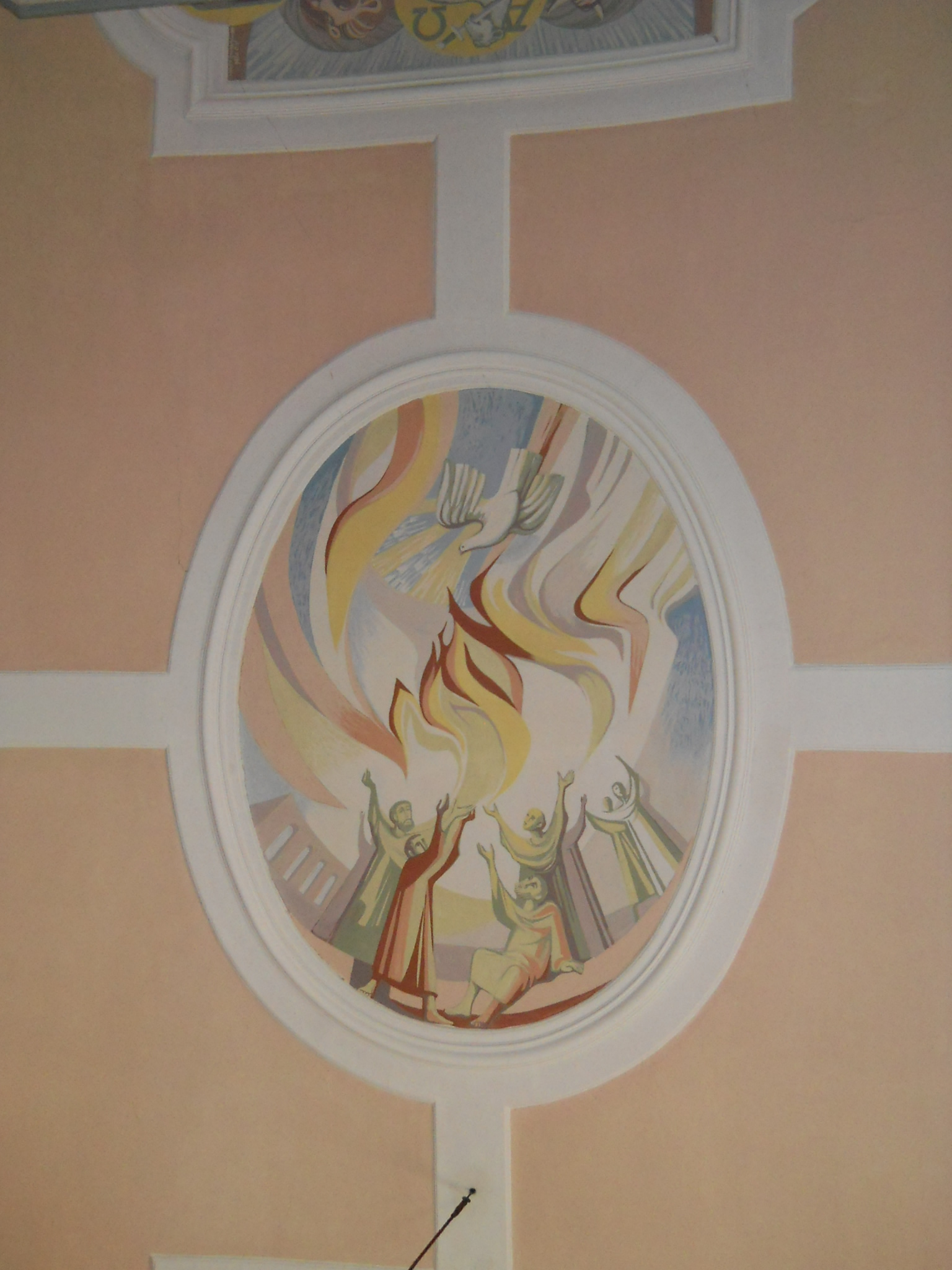
Deckengemälde „Pfingstwunder“

- Der Altar im Chorraum hat ein geschnitztes Speisgitter mit reicher Akanthusdekoration (beides um 1715). Das Altarbild, umrahmt von einer Säulenädikula mit gesprengtem Rundgiebel, ist eine im 19. Jahrhundert entstandene kleine Kopie des Rubensgemäldes „Kreuzabnahme Jesu“.[20] In der Predella ist das Abendmahl Jesu dargestellt; davor befindet sich eine aus Zinn gegossene Kreuzigungsgruppe. Im Giebel stellt ein von zwei Palmenzweigen haltenden, „sehr lebendig wirkenden“[14] Engeln flankiertes Rundbild den Auferstandenen dar; darüber sieht man im Strahlenkranz das Tetragramm Gottes.[21]
- An der Nord- und Westseite des Langhauses sind zweigeschossige hölzerne, auf marmorierten Quadratpfeilern ruhende Emporen angebracht, die nordseitigen gehen bis zur Chorwand. Die Brüstungen sind durch verkröpfte Felder und gewundene Säulen gegliedert.[22]
- An den Portalvorhallen ist das Wappen des Markgrafen Georg Friedrich II. in Stein angebracht.[12]
- Die akanthusgeschmückte Kanzel an der rechten Seite des Chorbogens mit Zugang vom Chor aus ist aufwändig dekoriert (um 1715). Sie zeigt am polygonen Korpus als Statuen die vier Evangelisten sowie den segnenden Christus und auf dem Schalldeckel den auferstandenen Christus mit der Siegesfahne, umgeben von vier musizierenden Engeln mit Schmetterlingsflügeln (als Symbol für ein neues, andersgeartetes Leben),[23] die auf dem Rand des Schalldeckels zwischen Blumenvasen sitzen.[24]
- Das Taufbecken, eine originelle Arbeit um 1715,[25] bildet eine Einheit mit Altar und Kanzel, allesamt wohl Werke von Johann Amon, der zur Arbeitstruppe des Bildhauers Giuseppe Volpini am Ansbacher Hof gehörte.[20] Puttenhermen tragen auf ihren Rücken das achteckige Becken. Auf dem mit Akanthus geschmückten Deckel steht eine Plastik, die den hl. Johannes den Täufer darstellt.[26]
- In das Orgelgehäuse von 1715 kam 1902 eine pneumatische Steinmeyerorgel, die 2002 grundlegend instand gesetzt wurde.[27]
- Die Deckengemälde zeigen in einfachen Stuckrahmen die Attribute der Kirchenpatrone, das Pfingstwunder und – über der Orgel – aus der Offenbarung des Johannes die (späteren) Evangelistensymbole vor dem Thron Gottes und das Lamm Gottes. Sie wurden von Heinrich Karl Mangold aus Schwabach 1984 bis 1987 gemalt.[28]
- Die Glocken wurden nach dem Turmbrand von 1793 neu gegossen.[10]

## Sonstiges
- Die Kirche besitzt eine Abendmahlskanne und einen Kelch mit dem Wappen der Stifterin, der ansbachischen Prinzessin Wilhelmine Caroline Charlotte.[23]
- Zur Dittenheimer evangelisch-lutherischen Kirchengemeinde mit etwa 900 Gemeindegliedern, die bis 1925 auch Dekanatssitz war, gehört auch das etwa 3 km entfernte Ehlheim, das eine eigene Kapelle hatte.[2][29]